# Сільський господар плюс

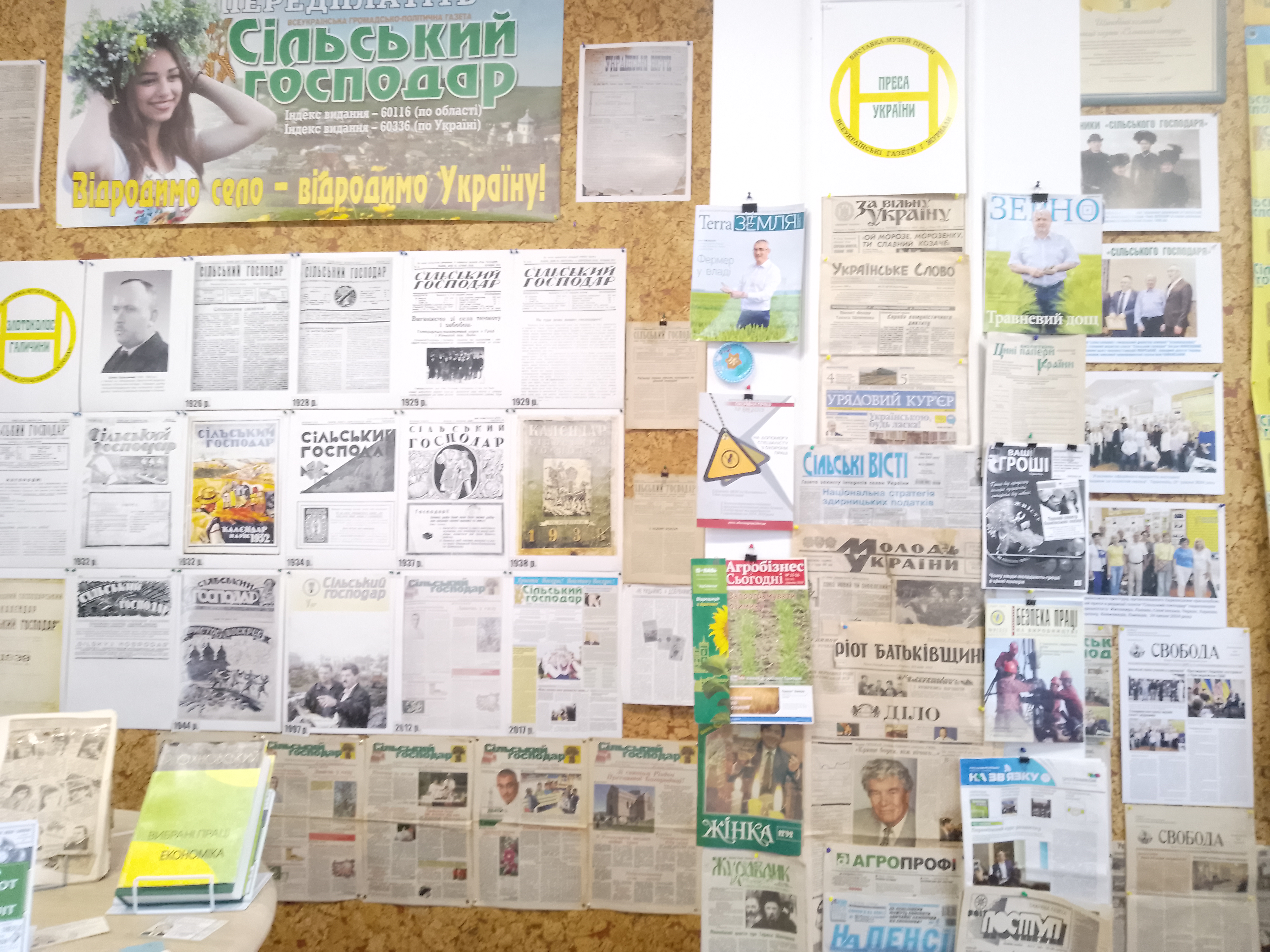
Виставка-музей преси в редакції газ. Сільський господар плюс

Сільський господар плюс — всеукраїнська громадсько-політична газета. Виходить від 2017 року.
Свідоцтво про державну реєстрацію ТР № , видане 17 травня 2017 р.
Наклад — 20 125 (2025).
Видання виходить на 8 сторінках.

## Історія
У 2017 році на базі листівки, яка виходила раз на місяць, було створено щотижневу повноформатну кольорову газету форматом А2, на восьми сторінках.
Редакційний колектив переконаний, що продовжує традиції своїх однойменних попередників (а газета стартувала, переставала виходити і відновлювалася кілька разів), і є ідейними спадкоємцями благородної ідеї, яка офіційно задекларована виходом першого номера «Сільського господаря» в Галичині 1 січня 1926 року.
Відповідно до рішення Національної ради № 1617 від 04.12.2023 має два ідентифікатори:
«Сільський господар плюс Тернопільщина», Ідентифікатор медіа R30-01940
«Сільський господар плюс», Ідентифікатор медіа R30-01941.
У редакції діє виставка-музей преси. Її основу виставки складають понад 350 найменувань видань, 250 з яких виходили на Тернопільщині. Вони систематизовані у 20 розділів, які охоплюють столітню історію преси.

## Творчий колектив

### Редактор
- Богдан Новосядлий з 2019 року

### Редакційна колегія
- Ганна Макух — перша заступниця головного редактора.
- Петро Гудима — заступник головного редактора.
- Василь Томин —відповідальний секретар.
- Людмила Островська —  спеціальна кореспондентка газети в країнах Європи.

## Рубрики
На шпальтах газети у понад 40 авторських рубриках віддзеркалюються найважливіші новини, події, проблеми.
«Хліборобському роду нема переводу», «Поради до часу», «Ваше здоров'я», «Родинне перевесло».